# 태인동
태인동(太仁洞)은 대한민국 전라남도 광양시의 동이다.

## 개요
태인동은 국가산업단지, 광양제철소 연관 단지, 국민임대 산업단지가 자리하고 있는 곳으로 공업단지로서 무한한 잠재력이 있는 지역이다. 섬진강 하류와 남해의 푸른 바다가 만나는 배알도 해변공원과 북쪽방향으로 뻗어있는 삼봉산은 지역주민의 오랜 친구로 자연을 느낄 수 있는 쉼터가 되고 있다.

## 행정 구역
- 태인동